# John J. A. Murphy
John J. A. Murphy né en 1888 à Boston et mort le 25 janvier 1967 à New York est un peintre et graveur américain.

## Biographie
Il étudie à l'école du Musée des beaux-arts de Boston. Il déménage à Londres et devient l'assistant de Frank Brangwyn. Il s'installe à New York et expose dans différentes galeries d'art dont la Keppel Gallery, Leicester Gallery et London and Walker Galleries. Il est le mari de l'artiste Cecil Tremayne Buller.

## Musées et collections publiques
- Art Gallery of Hamilton
- Art Institute of Chicago
- Carleton University Art Gallery
- Musée des beaux-arts de Boston[4]
- Musée des beaux-arts de Montréal
- Musée des beaux-arts du Canada
- Musée national des beaux-arts du Québec[5]
- Smithsonian American Art Museum